# 蒙茅斯港 (新澤西州)
蒙茅斯港（英語：Port Monmouth）是位於美國新澤西州蒙茅斯縣的普查規定居民點。

## 人口
根據2020年美國人口普查的數據，蒙茅斯港的面積為3.48平方千米，當中陸地面積為3.37平方千米，而水域面積為0.11平方千米。當地共有人口3745人，而人口密度為每平方千米1,076.15人。